# Be Somewhere
「Be Somewhere」（ビー サムウェアー）は、Buzyの3作目のシングル。2005年1月26日にインペリアルレコード（テイチクエンタテインメント）から発売された。

## 概要
- 前作「一人一途」から約6ヶ月ぶりのリリース。
- テレビアニメ『ロックマンエグゼStream』の主題歌を収録している。
- 初回限定版には、特典としてゲームボーイアドバンスソフト『ロックマンエグゼ5』対応オリジナル・改造カード、オリジナル・ロットナンバー、ロックマン キャラクターステッカーが同梱された。

## 収録曲
1. Be Somewhere
作詞：新藤晴一 / 作曲・編曲：本間昭光
テレビアニメ『ロックマンエグゼStream』オープニングテーマ（後に『ロックマンエグゼ 光と闇の遺産』に流用）
ニンテンドーDS『ロックマンエグゼ5DS ツインリーダーズ』オープニングテーマ
2. アシタ晴レタラ
作詞：渡辺なつみ / 作曲・編曲：本間昭光
ラジオ『よしもとエンタテイメントステーションGOYŌDA』エンディングテーマ